# Marina (Kroatien)
Marina ist eine Verbandsgemeinde (Općina) in Dalmatien mit 4273 Einwohnern (2021). Der gleichnamige Hauptort liegt an der kroatischen Küste, etwa 12 Kilometer westlich von Trogir, dessen Altstadt zum UNESCO-Welterbe gehört.

## Lage und Einwohner
Marina liegt zwischen Rogoznica und Trogir. Sie ist die westlichste Gemeinde der Gespanschaft Split-Dalmatien und grenzt an die Gespanschaft Šibenik-Knin. Die Gemeinde liegt an der Državna cesta D8, dem längsten Teil der Adriatischen Küstenstraße und gliedert sich in 16 Ortschaften, unter anderem Poljica, Sevid und Vinišće. 

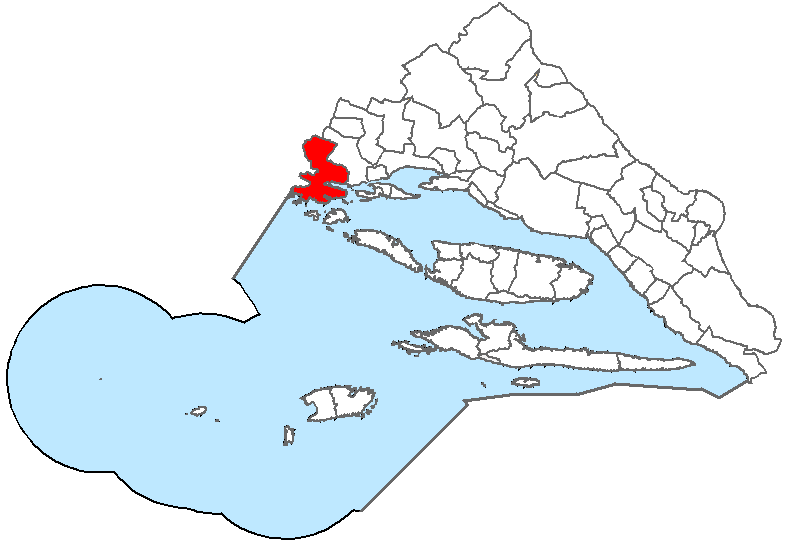
Lage der Gemeinde Marina

Wie an vielen Orten in der Region, ist auch in Marina der Tourismus ein wichtiger Faktor, begünstigt durch die Lage mit vielen Stränden.
Der Yachthafen Marina Agana hat 134 Wasser-Liegeplätze.

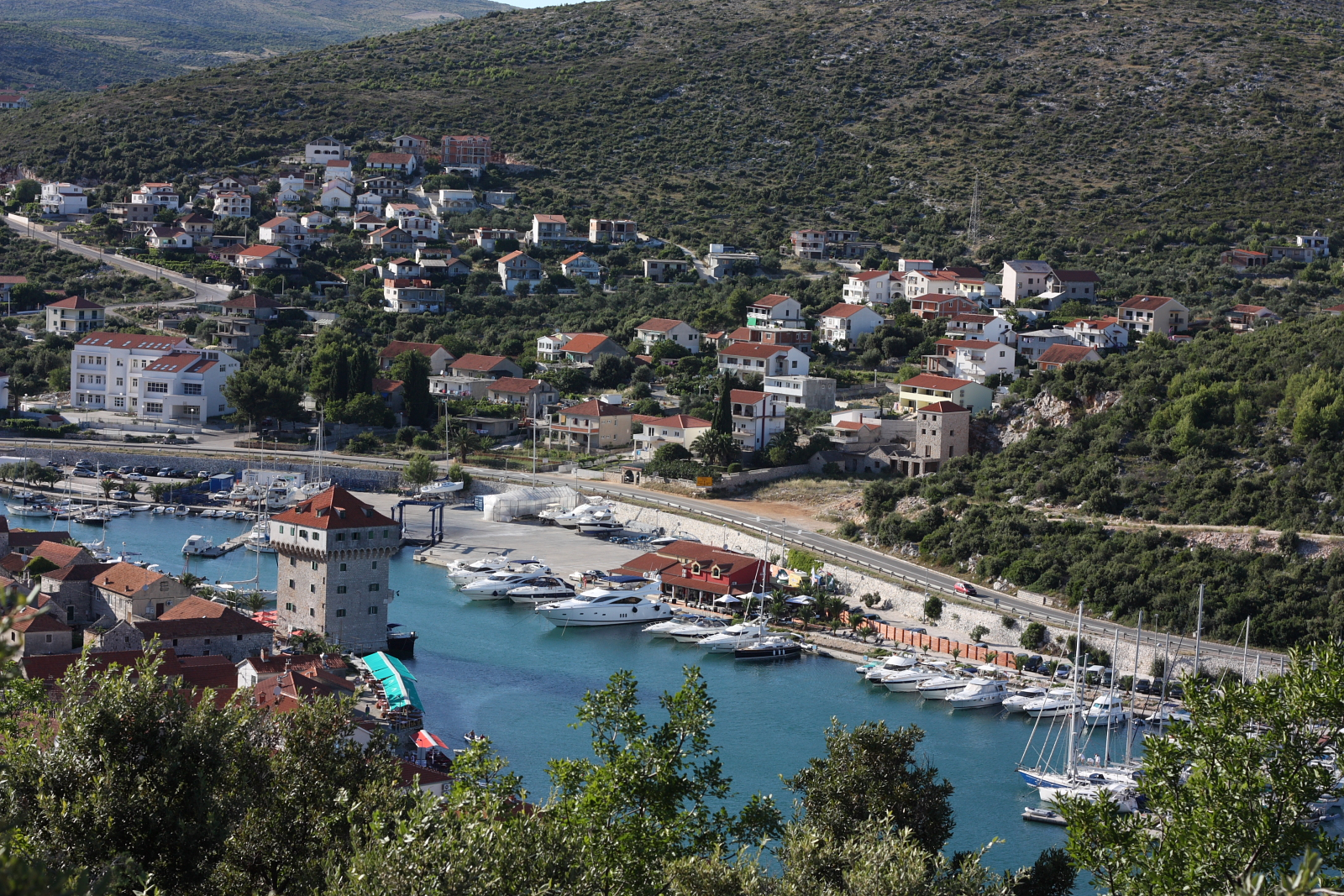
Hafen mit Wehrturm

## Sehenswürdigkeiten und Bilder
Direkt am Hafen von Marina befindet sich ein historischer Turm. Dieser Wehrturm ist das Wahrzeichen des Ortes und wurde um 1500 erbaut.

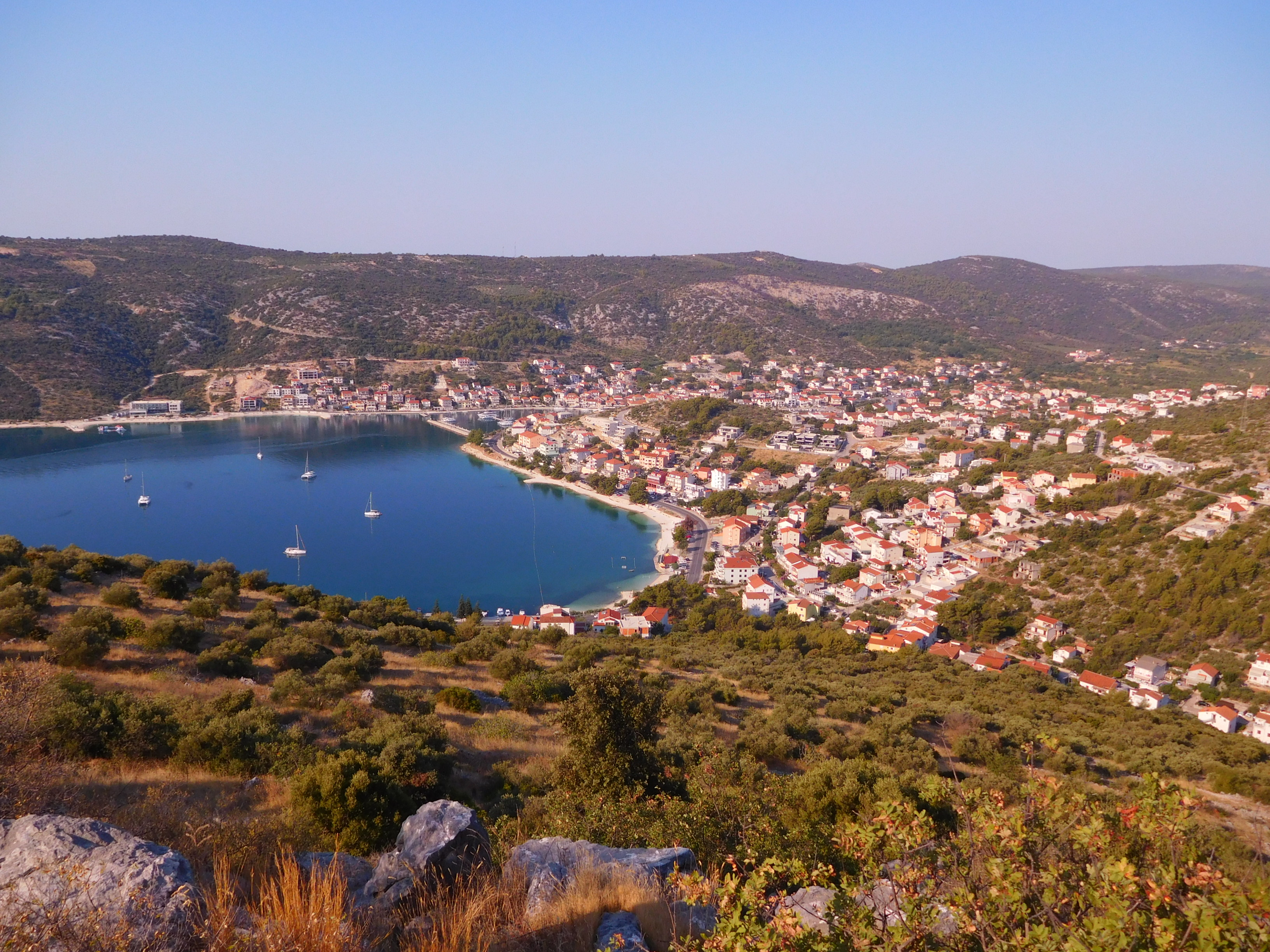
Marina, Luftbild

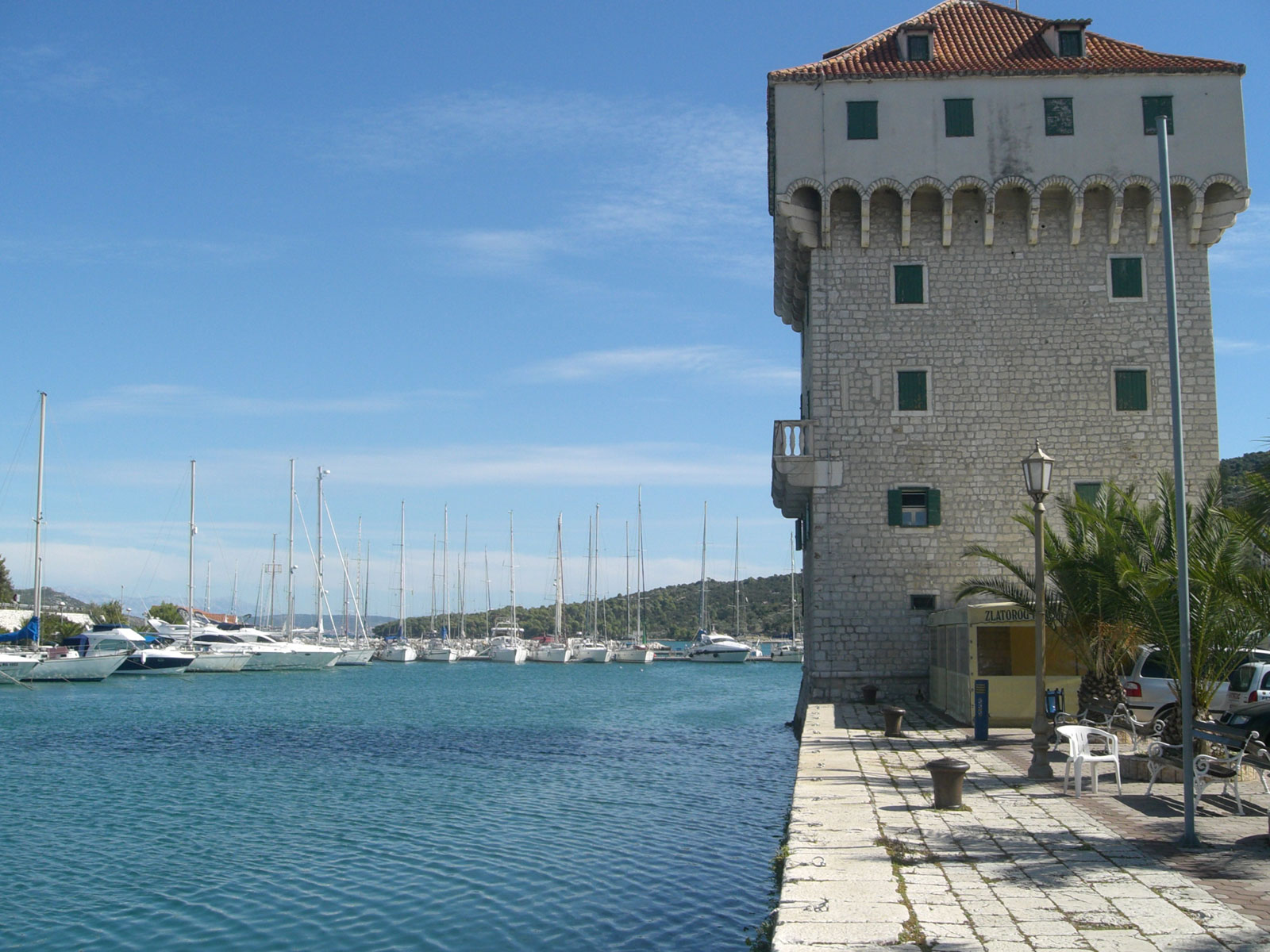
Wehrturm, Ansicht vom Hafen

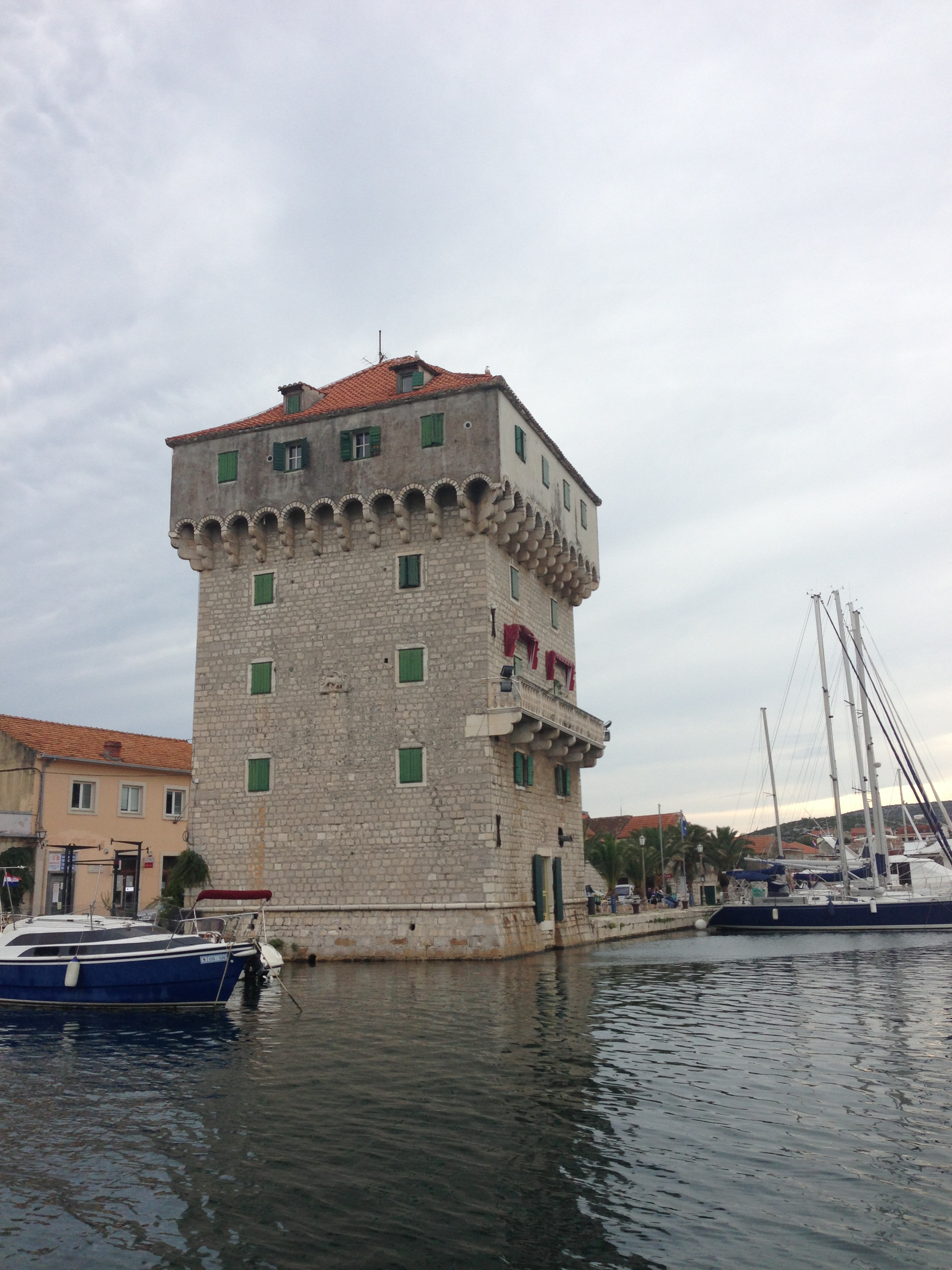
Wehrturm, Ansicht vom Meer

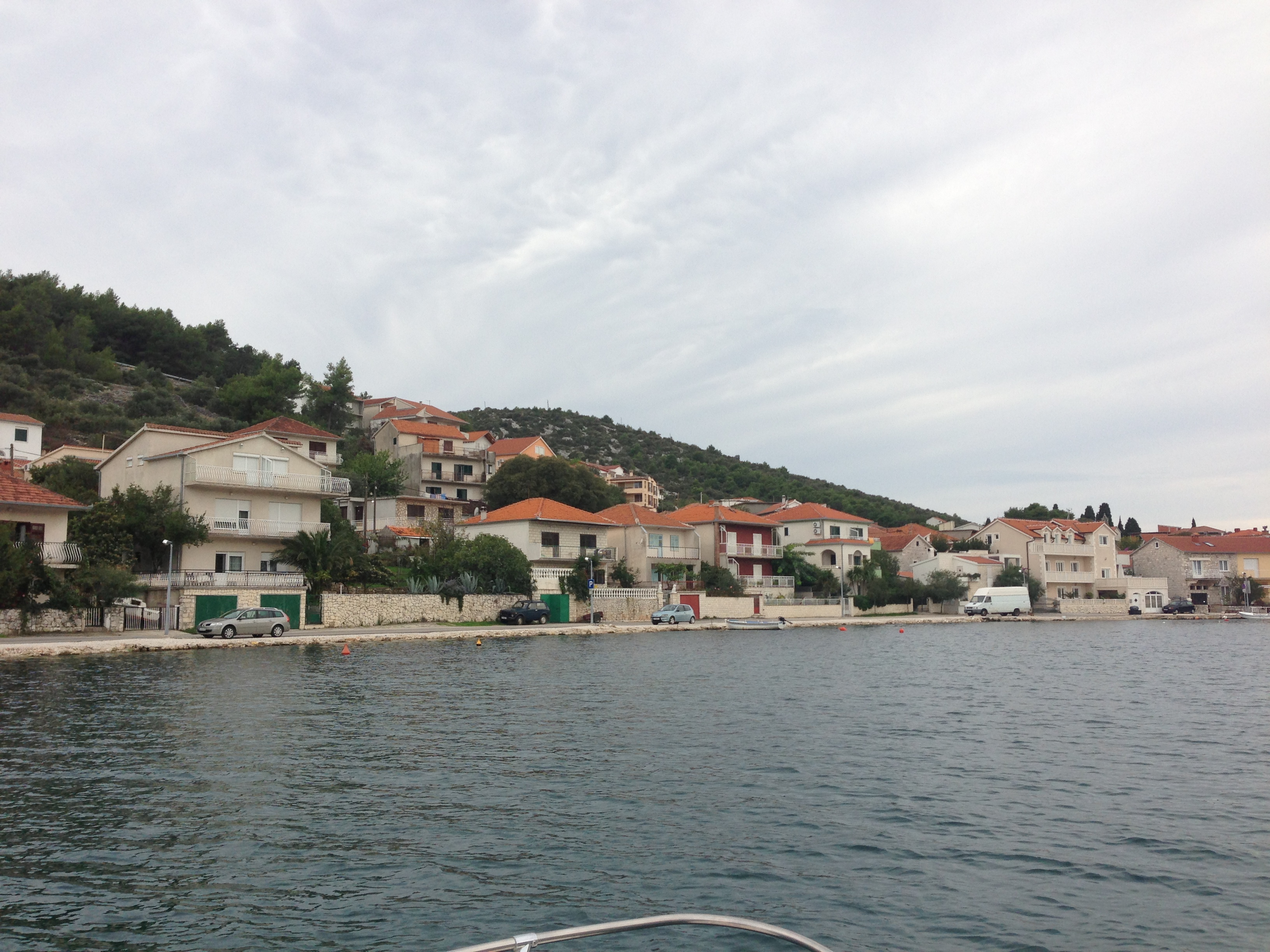
Ortsansicht vom Meer

## Persönlichkeiten
- Giovanni Dalmata (um 1440–1514), dalmatinischer Bildhauer